# Thomas Wapp
Thomas Wapp (* 29. Januar 1972) ist ein ehemaliger Schweizer Badmintonspieler.

## Sportliche Karriere
Wapp gewann in der Schweiz von 1987 bis 1992 sieben Juniorentitel. Schon während seiner Juniorenzeit sicherte er sich 1990 auch seinen ersten Titel bei den Erwachsenen. Von 1993 bis 2001 gewann er neun  Einzeltitel in Folge. Fünf Doppeltitel ergänzen seine Erfolgsbilanz. International siegte er 1998 in der Slowakei. Bei den Welthochschulmeisterschaften wurde er sowohl 1994 Vizeweltmeister im Doppel mit Matthey de I’Etang als auch 1996 im Einzel. 1998 folgten noch einmal zwei Bronzemedaillen in beiden Disziplinen. 1996 nahm er an den Olympischen Spielen teil und wurde sowohl im Einzel als auch im Mixed mit Santi Wibowo 17.
Wapps Comebackversuch in der Schweizer Liga nach zweijähriger Pause endete 2007 mit einem Achillessehnenteilabriss.

## Sportliche Erfolge
| Saison | Veranstaltung                            | Disziplin    | Platz | Name                                  |
| ------ | ---------------------------------------- | ------------ | ----- | ------------------------------------- |
| 1987   | Schweizer Meisterschaften der Junioren   | Herrendoppel | 1     | Stefan Maister / Thomas Wapp          |
| 1988   | Schweizer Meisterschaften der Junioren   | Mixed        | 1     | Thomas Wapp / Sarah Horing            |
| 1989   | Schweizer Meisterschaften der Junioren   | Herreneinzel | 1     | Thomas Wapp                           |
| 1989   | Schweizer Meisterschaften der Junioren   | Herrendoppel | 1     | Remy Muller / Thomas Wapp             |
| 1990   | Schweizer Einzelmeisterschaften          | Herreneinzel | 1     | Thomas Wapp                           |
| 1991   | Schweizer Meisterschaften der Junioren   | Mixed        | 1     | Stephen Wapp / Santi Wibowo           |
| 1991   | Schweizer Meisterschaften der Junioren   | Herrendoppel | 1     | Stephan Wapp / M. Glauser             |
| 1992   | Schweizer Einzelmeisterschaften          | Herrendoppel | 1     | Remy Muller / Thomas Wapp             |
| 1992   | Schweizer Meisterschaften der Junioren   | Herrendoppel | 1     | Stephan Wapp / Urs Lauppi             |
| 1993   | Schweizer Einzelmeisterschaften          | Herreneinzel | 1     | Thomas Wapp                           |
| 1993   | Schweizer Einzelmeisterschaften          | Herrendoppel | 1     | Remy Muller / Thomas Wapp             |
| 1994   | Weltmeisterschaften der Studenten        | Herrendoppel | 2     | Rémy Matthey de l’Etang / Thomas Wapp |
| 1994   | Schweizer Einzelmeisterschaften          | Herreneinzel | 1     | Thomas Wapp                           |
| 1995   | Schweizer Einzelmeisterschaften          | Herrendoppel | 1     | Christian Nyffenegger / Thomas Wapp   |
| 1995   | Schweizer Einzelmeisterschaften          | Herreneinzel | 1     | Thomas Wapp                           |
| 1996   | Schweizer Einzelmeisterschaften          | Herreneinzel | 1     | Thomas Wapp                           |
| 1996   | Schweizer Einzelmeisterschaften          | Herrendoppel | 1     | Thomas Wapp / Lawrenc Chew            |
| 1997   | Schweizer Einzelmeisterschaften          | Herreneinzel | 1     | Thomas Wapp                           |
| 1997   | Schweizer Einzelmeisterschaften          | Mixed        | 1     | Stephan Wapp / Santi Wibowo           |
| 1997   | Schweizer Einzelmeisterschaften          | Herrendoppel | 1     | Thomas Wapp / Stephan Wapp            |
| 1998   | La Chaux-de-Fonds International          | Herreneinzel | 1     | Thomas Wapp                           |
| 1998   | Slowakei: Internationale Meisterschaften | Herreneinzel | 1     | Thomas Wapp                           |
| 1998   | Schweizer Einzelmeisterschaften          | Herreneinzel | 1     | Thomas Wapp                           |
| 1998   | Schweizer Einzelmeisterschaften          | Herrendoppel | 1     | Thomas Wapp / Stephan Wapp            |
| 1999   | Schweizer Einzelmeisterschaften          | Herreneinzel | 1     | Thomas Wapp                           |
| 2000   | Schweizer Einzelmeisterschaften          | Herreneinzel | 1     | Thomas Wapp                           |
| 2001   | Schweizer Einzelmeisterschaften          | Herreneinzel | 1     | Thomas Wapp                           |